# 得茂别湖
得茂别湖（日语：／），俄称克拉西沃耶湖（俄语：Озеро Красивое），是择捉岛的湖，日本声索属北海道根室振兴局，俄罗斯主张属萨哈林州库里尔斯克区，長2.9公里，寬2.4公里，面積5.7平方公里，海拔高度32.1米，集水區面積27.5平方公里，在东部它通过得茂别川注入太平洋。